# Единство Биело-Поле (баскетбольный клуб)
«Единство Биело-Поле» (черногорский: Košarkaški klub Jedinstvo Bijelo Polje/Кошаркашки клуб Јединство Бијело Поље), широко известный как Единство 1950, — мужской профессиональный баскетбольный клуб, базирующийся в Биело-Поле, Черногория. В настоящее время команда выступает в Первой лиге Черногории (Erste Liga) и проводит свои домашние игры на спортивной арене Никольяц, вмещающей 2000 зрителей. В настоящее время клуб спонсируется компанией Meridianbet.
При клубе также действует баскетбольная школа, открытая для всех возрастных групп и категорий.

## История
КК "Единство" был основан в 1950 году. С 1994 по 1998 год клуб выступал под названием Jugotes TNN. В период существования СФРЮ и Союзной Республики Югославия команда в основном играла в низших лигах. Единственное участие в Первой лиге состоялось в сезоне 1994/95, когда клуб занял 15-е место. После обретения Черногорией независимости и учреждения национального чемпионата в сезоне 2006/07 "Единство" стало постоянным участником Первой лиги.

## Результаты по сезонам
| Сезон   | Уровень | Лига        | Позиция                              |
| ------- | ------- | ----------- | ------------------------------------ |
| 2006-07 | 1       | Первая лига | 8-е место                            |
| 2007-08 | 1       | Первая лига | 9-е место                            |
| 2008-09 | 1       | Первая лига | 9-е место                            |
| 2009-10 | 1       | Первая лига | 10-е место                           |
| 2010-11 | 1       | Первая лига | 6-е место                            |
| 2011-12 | 1       | Первая лига | 9-е место                            |
| 2012-13 | 1       | Первая лига | 7-е место                            |
| 2013-14 | 1       | Первая лига | 8-е место                            |
| 2014-15 | 1       | Первая лига | 8-е место                            |
| 2015-16 | 1       | Первая лига | 8-е место                            |
| 2016-17 | 1       | Первая лига | 9-е место                            |
| 2017-18 | 1       | Первая лига | 8-е место                            |
| 2018-19 | 1       | Первая лига | 6-е место                            |
| 2019-20 | 1       | Первая лига | Отменено из-за пандемии коронавируса |
| 2020-21 | 1       | Первая лига | 10-е место                           |
| 2021-22 | 1       | Первая лига | 6-е место                            |
| 2022-23 | 1       | Первая лига | 7-е место                            |
| 2023-24 | 1       | Первая лига | 12-е место                           |

## Известные игроки
| - Михайло Дробняк - Горан Сладоевич - Ивица Вукотич - Данило Драшкович - Эмир Хаджибегович - Душко Иванович - Неманья Кнежевич - Борис Лалович - Арсо Лекович | - Лазар Смолович - Младен Шекуларац - Душан Цветкович - Филип Думич - Иван Гемальевич - Горан Игнятевич - Александр Иванович - Душан Мажибрада - Драган Мияйлович | - Данило Митрович - Милош Младенович - Никола Муньич - Деян Радулович - Неманья Ракочевич - Милош Савкович - Жарко Станкович - Мирко Токалич - Вуядин Воркапич | - Алекс Браун - Энтони Числи - Тайрелл Корбин - Энтони Каузин - Дэниел Кромвелл - Дэвид Джексон - Энтони Джонс - Андре Вудлин |